# Pagai
Koordinaten: 38° 5′ 0,5″ N, 23° 11′ 17,8″ O
Pagai oder Pagae, altgriechisch Παγαί, war eine antike Stadt in der griechischen Landschaft Megaris. Der Ort lag an der Küste des Golfs von Korinth.
Athen besetzte 461 v. Chr. Pagai, um damit eine maritime Operationsbasis im Korinthischen Golf zu gewinnen. Durch den Friedensvertrag zwischen Athen und Sparta im Jahr 446 v. Chr. kam die Stadt in den Einflussbereich von Megara. Ab 193 v. Chr. war Pagai als unabhängige Stadt Mitglied des Achaiischen Bundes. Erst in türkischer Zeit wurde der Ort aufgegeben.
Als Pausanias auf seiner Reise durch Griechenland Pagai besuchte, wurde ihm hier ein bemerkenswertes Bildnis der Artemis Soteira gezeigt.
Nach einigen Quellen der griechischen Mythologie galt Pagai als Heimatstadt des Tereus.
Reste der Stadtmauern sind heute in der Nähe des Dorfes Alepochóri zu finden.